# Эффект Саньяка

Эффект Саньяка — появление фазового сдвига встречных электромагнитных волн во вращающемся кольцевом интерферометре.
Эффект проявляется и при кольцевом распространении волн неэлектромагнитной природы.
Эффект был описан Жоржем Саньяком в 1913 г.
Величина эффекта прямо пропорциональна угловой скорости вращения интерферометра, частоте излучения и площади, охватываемой путём распространения световых волн в интерферометре.

## Применение
- Эффект используется в кольцевых лазерных гироскопах для определения угловой скорости в системах инерциальной навигации.